# Jakubów (Skierniewice)
Pour les articles homonymes, voir Jakubów.
Jakubów est une localité polonaise de la gmina de Kowiesy, située dans le powiat de Skierniewice en voïvodie de Łódź.